# Orthiopteris minor
Orthiopteris minor är en ormbunkeart som först beskrevs av William Jackson Hooker, och fick sitt nu gällande namn av Edwin Bingham Copeland. Orthiopteris minor ingår i släktet Orthiopteris och familjen Saccolomataceae. Inga underarter finns listade.